# Langues samba-duru
Les langues samba-duru sont un groupe de langues adamaoua,. Elles sont parlées au Nigeria.